# 福岡市立生の松原特別支援学校
福岡市立生の松原特別支援学校（ふくおかしりつ いきのまつばらとくべつしえんがっこう）は、福岡市西区野方七丁目825番地にある、知的障害児のための公立特別支援学校。

## 学部
- 小学部
- 中学部
- 高等部

## 沿革
- 1978年（昭和53年）12月1日 - 福岡市西部地区養護学校開校準備室設置
- 1979年（昭和54年）4月1日 - 新校舎完成まで、福岡市立大濠養護学校にて開校
- 1979年（昭和54年）7月25日 - 新校舎完成、移転
- 1980年（昭和55年）3月17日 - 校舎増築完成
- 1980年（昭和55年）7月14日 - プール完成
- 1981年（昭和56年）11月13日 - 校舎増築完成
- 1984年（昭和59年）4月1日 - 高等部設置
- 1985年（昭和60年）3月31日 - 校舎増築完成
- 1986年（昭和61年）3月31日 - 校舎増築完成
- 1987年（昭和62年）3月31日 - 校舎増築完成
- 2002年（平成14年）3月27日 - 校舎増築完成
- 2007年（平成19年）4月1日 - 特別支援教育の実施により、福岡市立生の松原特別支援学校と改称